# Aechmea gamosepala
Aechmea gamosepala är en gräsväxtart som beskrevs av Marx Carl Ludwig Ludewig Wittmack. Aechmea gamosepala ingår i släktet Aechmea och familjen Bromeliaceae.

## Underarter
Arten delas in i följande underarter:
- A. g. gamosepala
- A. g. nivea

## Bildgalleri

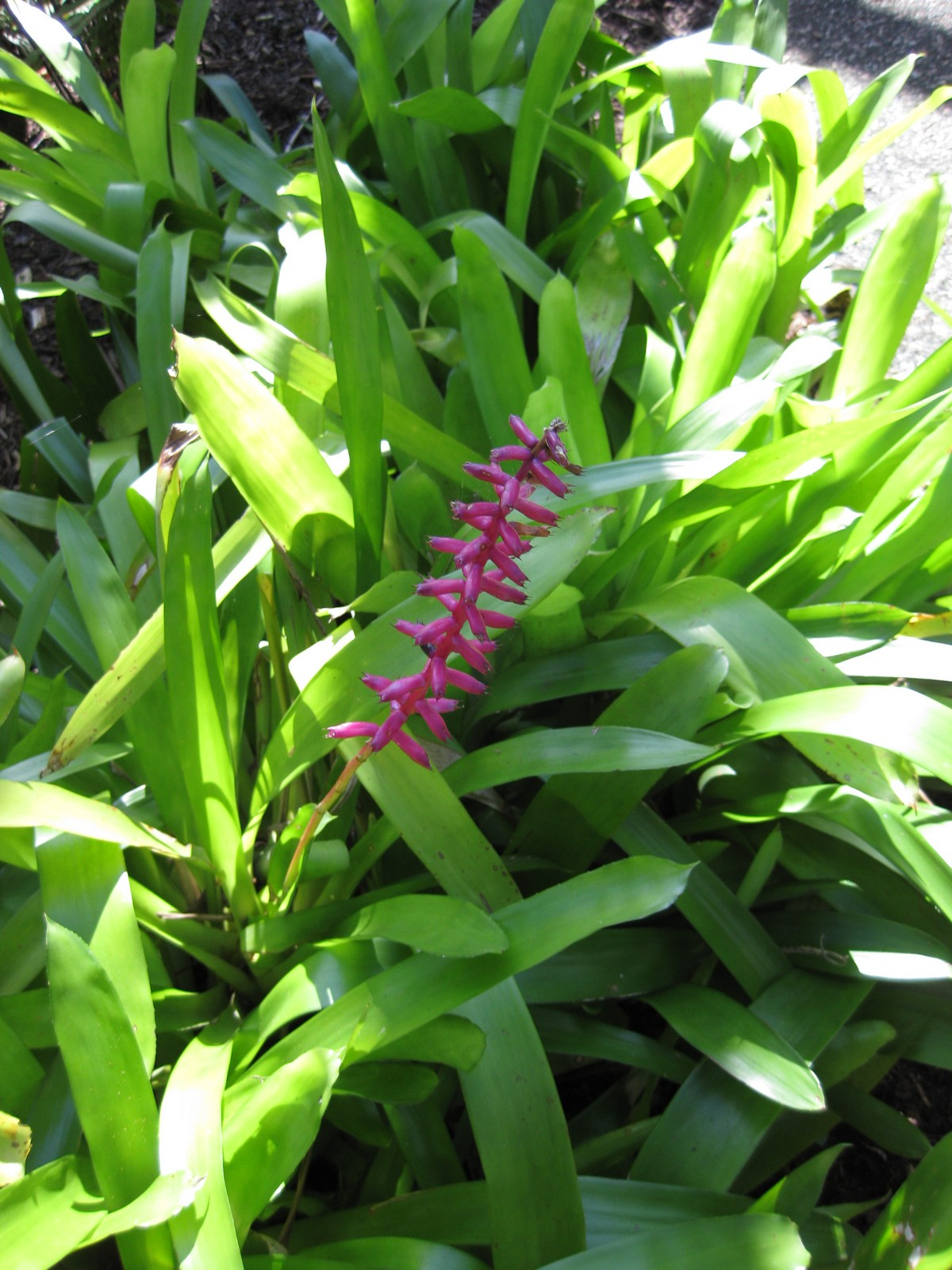
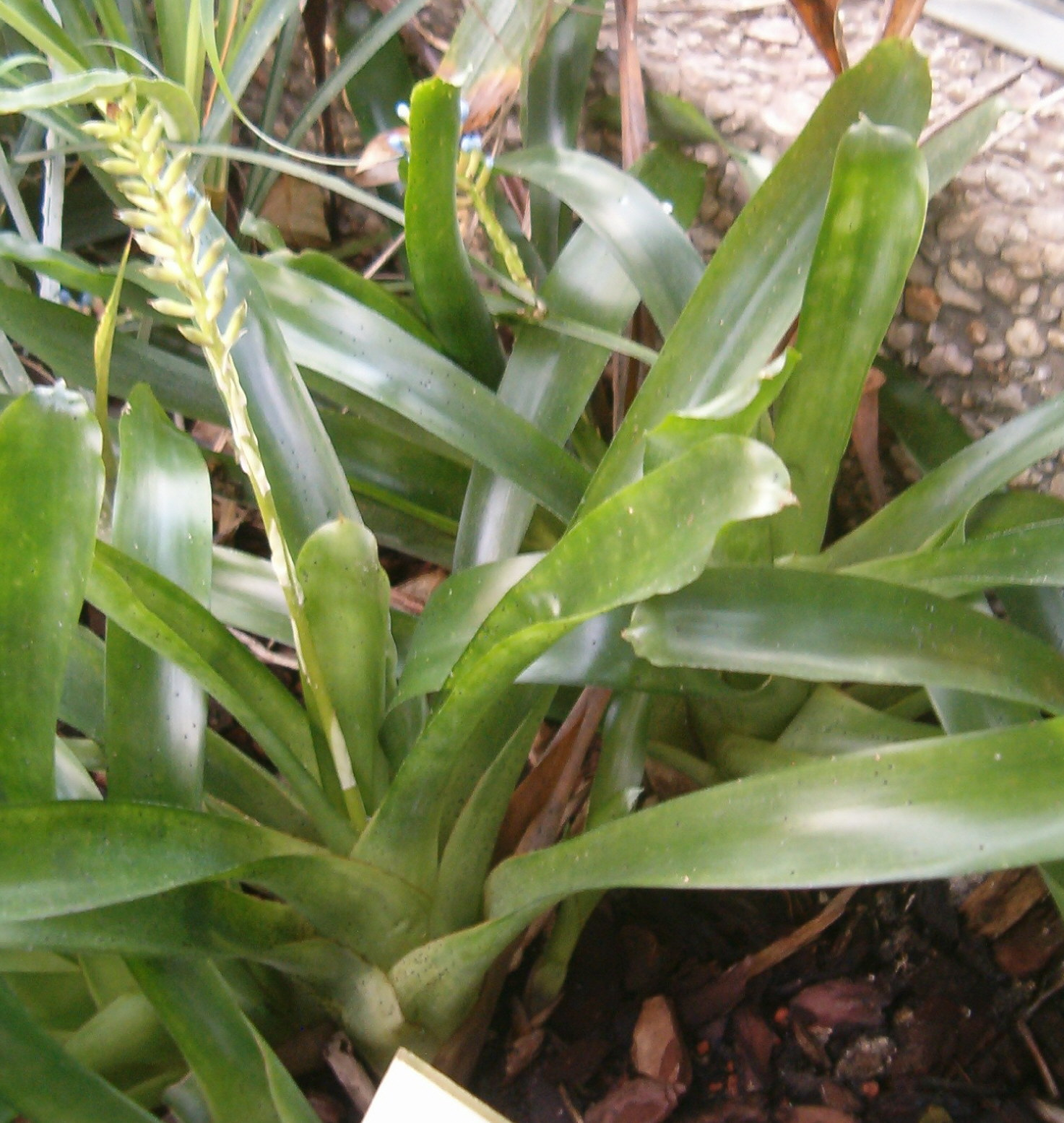
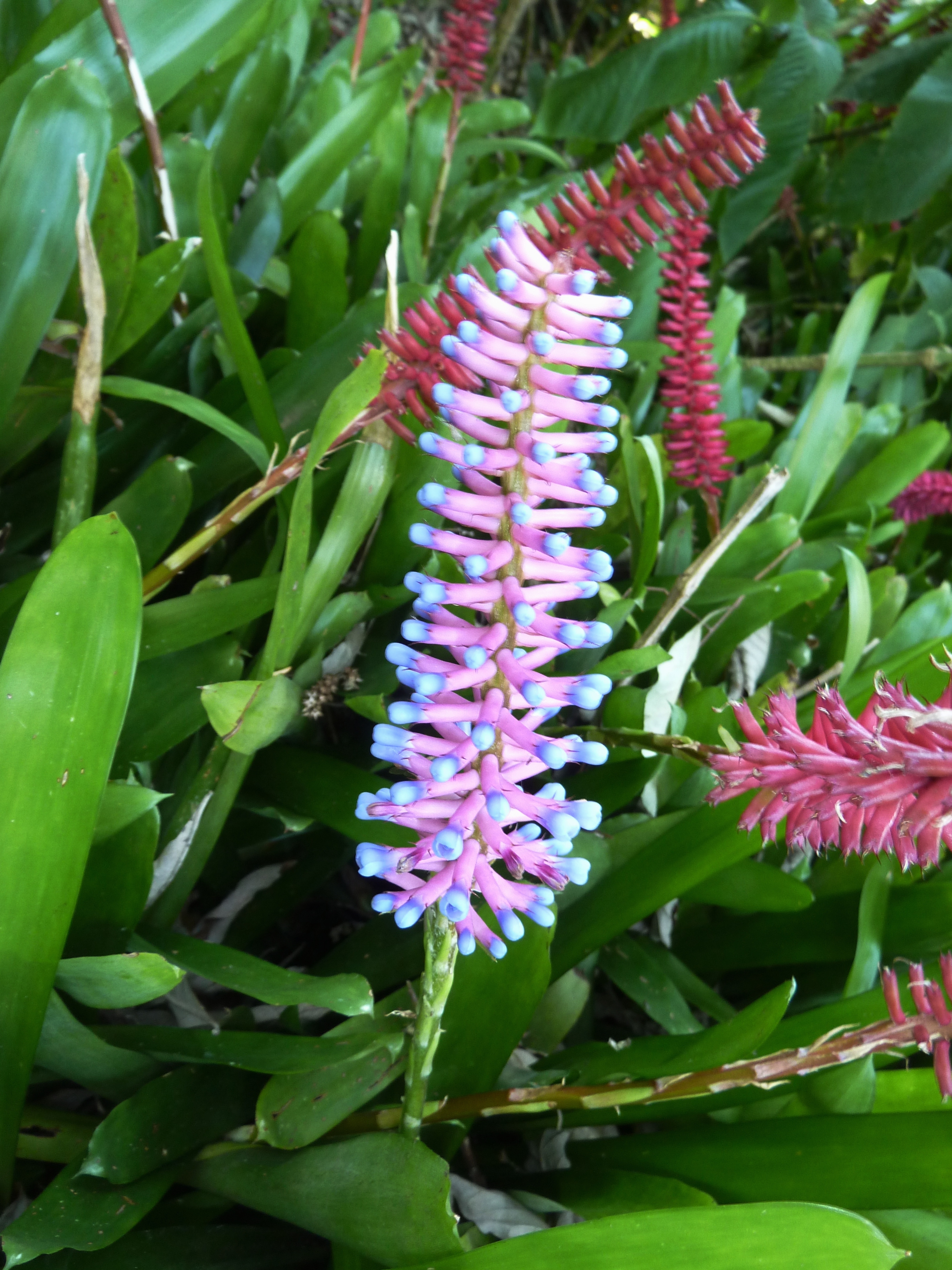
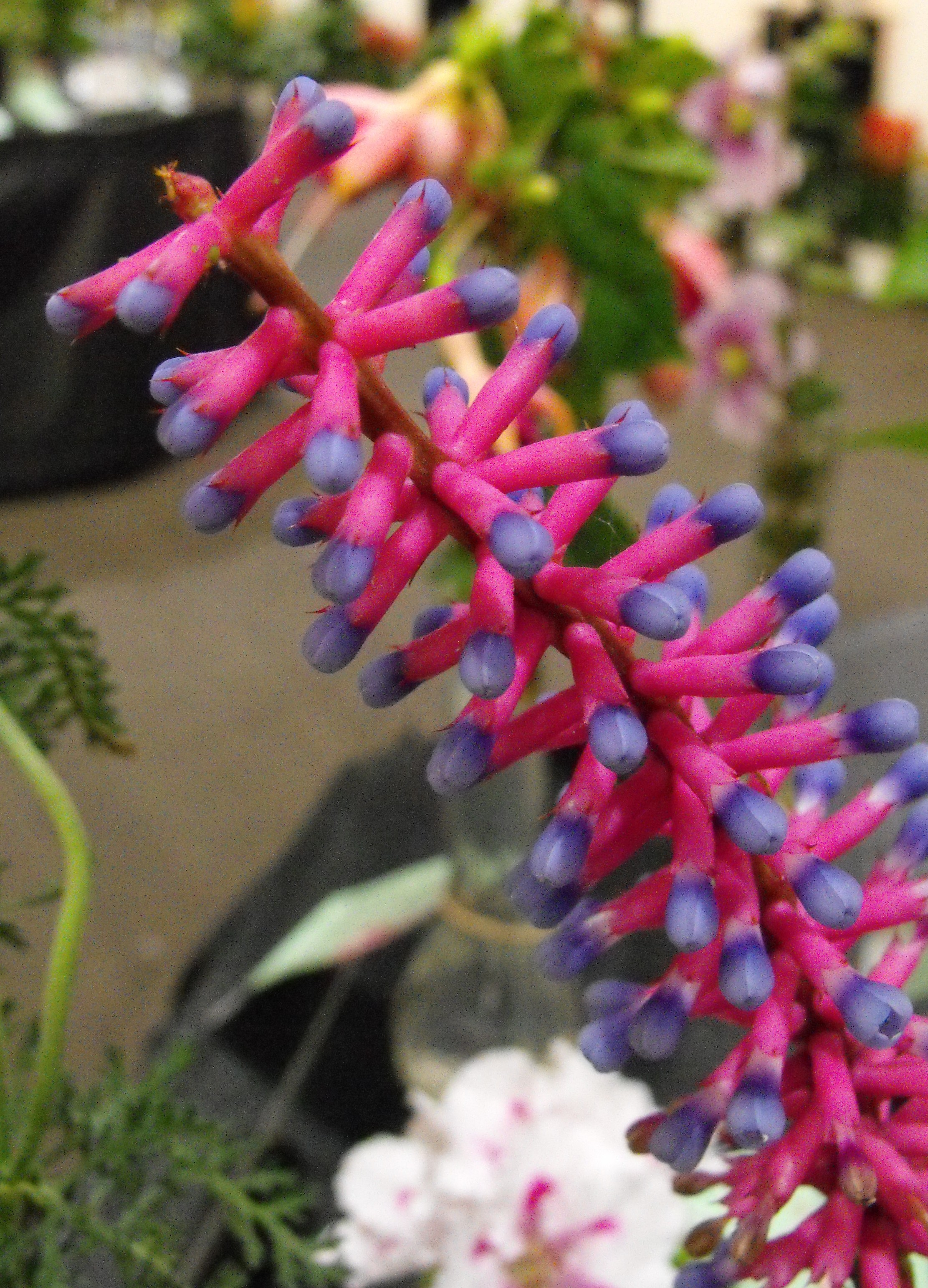